# Bojownicy o Wolną Koreę Północną
Bojownicy o Wolną Koreę Północną – organizacja północnokoreańskich emigrantów zajmująca się wysyłaniem balonów propagandowych do Korei Północnej. Organizacja została założona przez Park Sang-haka w 2003 roku w Korei Południowej. Znana jest z wypuszczania balonów przenoszących literaturę propagującą prawa człowieka i zasady demokracji, płyty DVD, radia tranzystorowe i dyski flash USB na terytorium Korei Północnej. Wysłano ponad dwa miliony podobnych balonów, które na ogół osiągały docelowy obszar po 3-4 godzinach i ostatecznie docierały do okolic Pjongjangu.